# Ximena Matas
Ximena María Laura Matas Quilodrán (26 de agosto de 1964) es una educadora de párvulos, abogada y política chilena, con un Magíster en Derecho Minero por la Universidad de Atacama. Se desempeñó como intendenta de la región de Atacama entre 2010 y 2012.
Durante tres años fue directora regional del Sernam en la Región de Atacama. También ha ejercido como profesora de la cátedra de derecho ambiental en la extinta Universidad del Mar, sede Copiapó, y de la Universidad de Atacama. Entre 2002 y 2006 fue abogada de la Comisión Regional del Medio Ambiente y también se ha desempeñado como abogada de la Dirección Regional de la CONAF en Atacama.
El 9 de marzo de 2010 fue designada por el entonces presidente electo Sebastián Piñera como intendenta de la Región de Atacama. Asumió su cargo el 11 de marzo. Durante su gestión le correspondió hacer frente al derrumbe de la mina San José y la evaluación ambiental de la central termoeléctrica Castilla. 
El 4 de mayo de 2012, Matas presentó su renuncia al cargo de intendenta por motivos personales, descartando que dicha dimisión tuviese relación con el manejo del conflicto ambiental y social acaecido en una faenadora de cerdos de Agrosuper en la comuna de Freirina. La primera autoridad regional dejó el cargo el 31 de mayo de 2012 y fue reemplazada por el empresario agrícola y exalcalde de Tierra Amarilla, Rafael Prohens.